# Castelo de Bellver

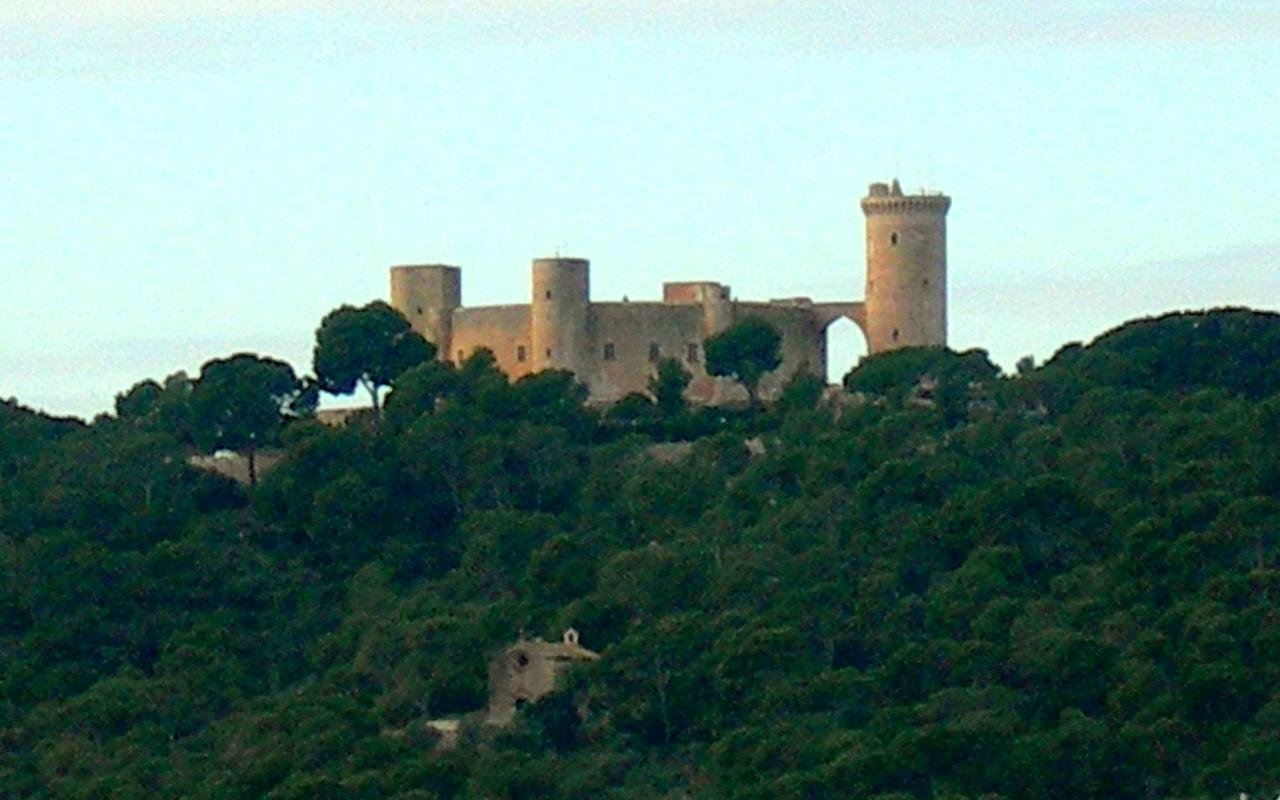
Castelo de Bellver, Espanha.

O Castelo de Bellver localiza-se no município de Palma de Maiorca, província de Maiorca, na comunidade autónoma das Ilhas Baleares, na Espanha.
Ergue-se em posição dominante no alto de um morro, a 112 metros acima do nível do mar, dista cerca de três quilómetros a Sudoeste da capital, Palma de Maiorca.

## História
Foi erguido no início do século XIV pelo rei Jaime II de Aragão.
Foi utilizado como prisão militar durante os séculos XVIII e XIX.
Voltou a ser utilizado como prisão na década de 1940, época em que muitos espanhóis estavam sendo perseguidos pela sua lealdade a apoio ao regime republicano durante a Guerra Civil Espanhola (1936-1939). Entre os ocupantes dos cárceres de Bellver nesse período destaca-se o nome do escritor e intelectual Gaspar Melchor de Jovellanos.
Actualmente constitui-se em uma das principais atracções turísticas da ilha. Do alto de seus muros desfruta-se de vista panorâmica sobre a cidade e seu porto, a serra de Tramuntana e o planalto central da ilha

## Características

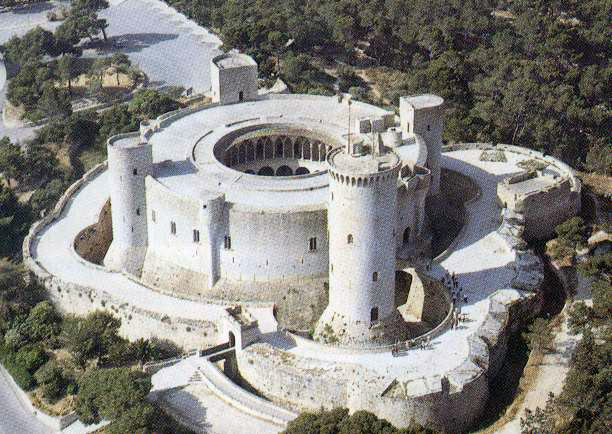
Castelo de Bellver, Espanha: vista aérea.

O castelo, em estilo gótico, apresenta planta em formato circular, com torres, também circulares, adossadas. Juntamente com o Castelo de Restormel (Cornualha), e o Castelo de Michelstetten (Áustria), constitui um dos três únicos castelos europeus de planta circular, constituindo-se no mais antigo.
Essa traça parece ter sido inspirada no conjunto superior do "Herodião", na Palestina, também circular e dominado por uma grande torre de menagem, com três torres menores adossadas à muralha. Este conjunto também não possui um pórtico que comunique com a praça de armas. Bellver, a seu turno, inspirou o Castelo de Michelstetten, que, embora não tenha torres, conta com uma galeria superposta no pátio com arcos muito rebaixados e colunas, de planta circular.
Após a construção de Bellver, a difusão da artilharia eliminou as ameias do terraço superior e da barbacã, e algum tempo depois, as próprias torres. Construíram-se troneiras no revelim e na barbacã, mudando-se o ponto de acesso ao revelim.
Em 1713, durante a Guerra de Sucessão Espanhola, construiu-se um caminho coberto, actualmente em mau estado, invadido por vegetação ou ajardinado na entrada, em que pese o seu valor histórico.